# Glaucoda
Glaucoda és un gènere d'arnes de la família Crambidae. Conté només una espècie, Glaucoda transparitalis, que es troba a Camerun, la República Democràtica del Congo, Guinea Equatorial, Sierra Leone i Togo.